# Милан Сотировић
Милан Д. Сотировић познат и као Шоле (Краљево, 1928 — Врњачка Бања 1998) био је српски педагог, историчар и културни радник.

## Биографија
Завршио је основну школу у Краљеву, и започео гимназију коју је завршио у Врњачкој Бањи. Дипломирао је на Историјској групи Филозофског факултета у Београду 1954. године.
Милан Сотировић Шоле био је професор у Гимназији у Трстенику и Врњачкој Бањи, директор Културног центра Врњачка Бања и културни прегалац.
Организатор је бројних шаховских првенстава највишег ранга у Врњачкој Бањи.
Милан Сотировић је био ожењен Мирјаном из Скопља и са њом има кћер Марију, правника, која са породицом живи у Канади.
Милан Сотировић Шоле је умро 1998. године у Врњачкој Бањи.

## Дела
Књиге
- Подунавци (коаутор са Драгославом Јовановићем) 1978;
- Врњачка Бања : прилози за историју 1988;
- Врњачка Бања и околина : од најстаријих времена до 1941. 1996;
- Трстеник : од најранијих времена до 1900. 1999;